# Discours sur Pouchkine

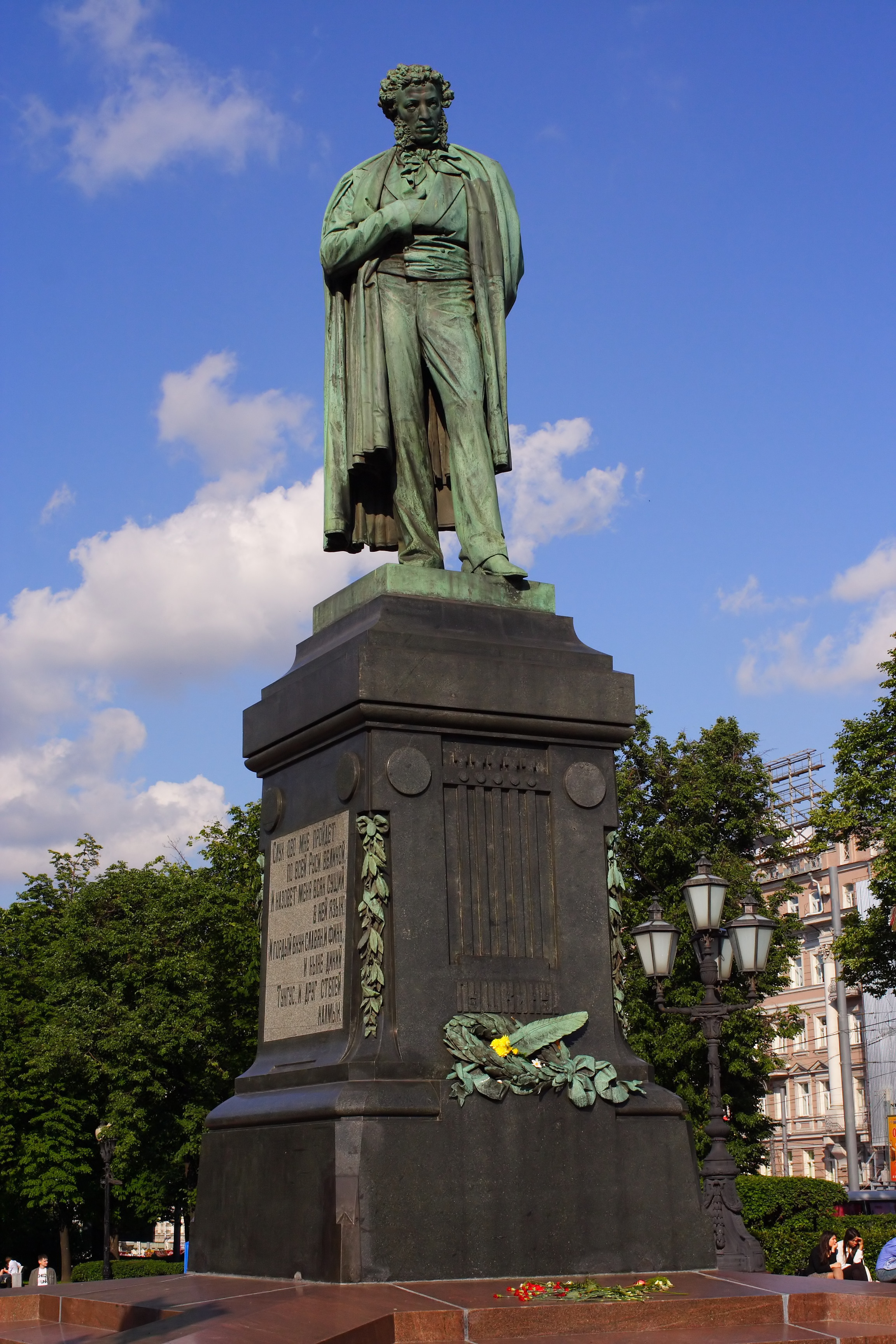
Statue de Pouchkine à Moscou, d'Alexandre Opekouchine, inaugurée par Dostoïevski et Tourgueniev en juin 1880.

Le Discours sur Pouchkine (en russe : Речь о Пушкине) a été prononcé le 8 juin 1880 (20 juin dans le calendrier grégorien) par l'écrivain russe Dostoïevski devant la « Société des Amis de la littérature russe de l'Université impériale de Moscou », en l'honneur du poète Pouchkine. 
Il a été ensuite publié dans Le Journal d'un écrivain d'août 1880 (numéro unique). Le Discours sur Pouchkine a aussi été publié par Les Nouvelles de Moscou et a déclenché une vive polémique.
Le Discours sur Pouchkine a connu un énorme succès : à sa publication, quelque 6 000 exemplaires du Journal d'un écrivain sont vendus en quelques jours.

## Contexte
En mars 1880, on apprend que la statue monumentale en l'honneur de Pouchkine était achevée et que l'on procéderait à son inauguration solennelle à Moscou au printemps. Le monde littéraire pétersbourgeois, dont fait partie Dostoïevski, s'intéresse vivement à l'événement. Dostoïevski, comme d'autres célébrités littéraires, y est invité au début avril, mais il n'est pas sûr de pouvoir y donner suite :

« J'ai effectivement déclaré haut et fort ici, que pour le jour de l'inauguration de la statue de Pouchkine, il fallait dans la presse un article sérieux sur lui (Pouchkine). Je rêvais même, au cas où il me serait possible, de dire quelques mots à son sujet, mais oralement, sous forme de discours, supposant que, le jour de l'inauguration, des discours seraient forcément prononcés à Moscou (aux lieux fixés), Mais je suis si lié actuellement par mon interminable travail sur le roman [Les Frères Karamazov] que je publie dans Le Messager russe que je ne trouverai pas, sans doute, un seul instant pour écrire quelque chose. Pour Pouchkine il faut écrire quelque chose de poids, de constant. L'article ne peut prendre un petit nombre de pages, il nécessitera donc un temps que je n'ai décidément pas. Plus tard, peut-être. Quoi qu'il en soit, je ne suis pas en état, à mon immense regret, de vous faire positivement une promesse. Tout dépendra du temps et des circonstances et, si c'est possible, je vous enverrai quelque chose pour le numéro de mai de La Pensée russe. »

— Fiodor Dostoïevski, Lettre 849 du 9 avril 1880 (21 avril dans le calendrier grégorien) à Sergueï Andreievitch Iouriev,.
Iouriev le relance à deux reprises, le 1er mai 1880 (13 mai dans le calendrier grégorien) dans une lettre personnelle et le 3 mai 1880 (15 mai dans le calendrier grégorien) dans  une invitation officielle, auxquelles Dostoïevski répond le 5 mai 1880 (17 mai dans le calendrier grégorien), dans laquelle il donne une réponse positive, mais émet quelques réserves, notamment en raison de la célébrité des autres intervenants (Aksakov, Tourgueniev, Ostrovski, Pissemski) et de la nécessité typiquement « pétersbourgeoise » d'obtenir une autorisation administrative préalable pour tenir un discours public.
L'écrivain souhaite se rendre à Moscou en compagnie de son épouse, malheureusement, les frais entraînés par ce voyage dépassent les possibilités du couple. Fiodor Dostoïevski se rendra donc seul à Moscou. Anna confiera plus tard : « J'avoue que j'ai regretté toute ma vie de ne pas avoir vécu avec mon bien-aimé l'extraordinaire triomphe qu'il remporta aux fêtes de Pouchkine. » Cette séparation est d'autant plus insupportable: elle ne devait durer que quelques jours, une semaine tout au plus. En réalité, Dostoïevski sera absent pendant vingt-deux jours. Le 22 mai 1880 (3 juin dans le calendrier grégorien), de Staraïa Roussa, l'écrivain peut télégrammer à V. M. Lavrov : « Serai à Moscou 23 mai 10 heures du soir. » Peu après le départ du train de Novgorod, Dostoïevski apprend le décès de l'impératrice Maria Alexandrovna. L'écrivain pense que le deuil menace d'annuler ou de repousser les festivités prévues pour l'inauguration de la statue et s'apprête à repartir de Moscou. Fâché de ce contretemps, Dostoïevski souhaite publier son discours et décide de reprendre la publication du Journal d'un écrivain dès 1881.

## Édition française
- Fiodor Dostoïevski (trad. du russe par Gustave Aucouturier, préf. Gustave Aucouturier), Journal d'un écrivain, Paris, Gallimard, coll. « Bibliothèque de la Pléiade » (no 234), 2007 (1re éd. 1972), 1614 p. (ISBN 978-2-07-010732-2), « Discours sur Pouchkine »

### Sources primaires
- Fiodor Dostoïevski (trad. du russe par Anne Coldefy-Faucard, préf. Jacques Catteau), Correspondance : 1874-1881, t. 3 : 1874-1881, Paris, Bartillat, 2003, 966 p. (ISBN 978-2-84100-312-9)
- Anna G. Dostoïevskaïa (trad. André Beucler, préf. Jacques Catteau), Dostoïevski : Mémoires d'une vie, Paris, Mémoire du Livre, 2001 (1re éd. 1930), 520 p. (ISBN 2-913867-21-9)

### Sources secondaires
- Leonid Grossman (trad. Michèle Kahn, préf. Michel Parfenov), Dostoïevski, Paris, Parangon, coll. « Biographies », 2003, 520 p. (ISBN 2-84190-096-7)
- Virgil Tanase, Dostoïevski, Paris, Gallimard, coll. « Folio biographies » (no 92), 2012, 425 p. (ISBN 978-2-07-043902-7)